# Aコース
『Aコース』は、山田悠介のSF小説。幻冬舎より2004年10月発行（ISBN 4-344-40580-3）。

## ストーリー
主人公・藤田賢治（通称フジケン）が仲間たちと、誰がナンパで女の子をゲットできるかという勝負をしているところからはじまる。結局、誰も女の子をゲットすることができず、退屈な時間に苦しむ主人公たち。そんな中、一つの提案が浮かぶ。「バーチャワールド（以下バーチャ）」というのをやろう。「バーチャ」というのは、最近世に出回りだした、全く新しいゲームだった。専用の機械を使用することで、現実とも区別がつかないリアルなデジタルワールドへと移動してゲームができるというものである。1プレイは5000円と少々高値だが、金持ちのゲームマニアの友達を呼び、さっそく「バーチャ」があるゲームセンターへと足を運ぶ。そこで、ゲームにはいくつかの「設定」があることがわかる。AからEまでの5つのコース。主人公たちは、その中でAコースを選ぶ。そして、入り込んだバーチャの世界は炎に包まれた病院だった。クリア条件は、この病院を脱出すること。しかし、舞台となった病院は彼らと何かつながりがあるようである。

## 登場人物
藤田賢治（ふじた けんじ）
本作の主人公の1人で通称”フジケン“。退屈な毎日を過ごしていたが、新アトラクションゲームの「バーチャ」に興味を持ち、悪友の敏晃、怜、憲希と金持ちの飯田と共に「バーチャ」の「Aコース」をプレイしていく。180cm近い長身の持ち主で顔立ちも整っていると描写されており、憲希ほどではないが正義感と優しさも持ち合わせている模様。
ゲームでは途中で憲希からアキラを託され、嫌々ながらも行動を共にしていたがはぐれてしまう。その後は怜と共に終盤まで生き残り、彼との一騎討ちの末に骸骨侍諸共ダイナマイトで爆破させるが、アキラを案じた隙を突かれ、生き延びていた怜に殺害されてゲームオーバーとなった。
安西敏晃（あんざい としあき）
フジケンの悪友の1人。仲間達と共に「バーチャ」の「Aコース」に参加していく。女の子のような顔立ちでオールバックの髪型の持ち主と描写されており、高校生であるのにもかかわらず喫煙者。楽しいことでも面倒なことがあると愚痴を言ってしまう癖があり、仲間によると飽きっぽい性格でジャンケンの1発目はほぼ必ずグーを出す模様。母親は物心がつく前に他界しており、父親と兄の彰がいる。
ゲームではアキラに構う憲希に対して「ゲームだからほっとけ」と吐き捨てるなど薄情さを見せた。序盤こそは楽しんでいたものの前述の性格と煙草を欲し、アキラと赤ん坊の目の前でリタイアした。
しかしリタイア後に店員から「Aコース」の真実を聞き、舞台が自身が実際に産まれた病院であり火災も実際に起こっていたこと、アキラ達の正体及び母親の真実を知り、コンティニューを使って戻る。フジケンを始末して一人勝ち目前の怜の前に現れ、「Aコース」の真実を話した後に彼を殺害し、後の兄となるアキラと自分である赤ん坊を連れてゲームクリアした。本人は父と兄に真実を知ったことを話すべきでないと考え、母親についても特に言及することはなかったためどう感じたのかは不明である。
仲松憲希（なかまつ かずき）
フジケンの悪友の1人。仲間達と共に「バーチャ」の「Aコース」に参加していく。ピアスをつけているが優しい顔立ちをしていると描写されている。幼い頃に包丁で自分の指を切断してしまったが、父親のお陰で事なきを得た過去がある。その経験から不良ではあるものの正義感と優しさを持ち合わせており、困っている人を放っておけないタイプだが、特に敏晃からは「偽善者」と毒づかれることもある。
ゲーム途中で若い女性の自殺に鉢合わせ、彼女の息子と思われるアキラに同情して行動を共にする。しかし炎と骸骨侍に追い詰められ、アキラだけでも助けるために自分を犠牲にする覚悟を見せた。フジケンにアキラを託した後に骸骨侍に殺害され、ゲームオーバーとなった。
坂本怜（さかもと さとし）
フジケンの悪友の1人。仲間達と共に「バーチャ」に参加していく。金髪でクールな性格の持ち主と描写されているが、実際は狡猾で計算高く、何でも1番でないと気が済まない激しい性格の持ち主。本人はフジケンを「自分と渡り合える1番のライバル」として認識している。
ゲームでは要領よく立ち回り、特に大きな苦労をせずに終盤まで生き残る。飯田と憲希がゲームオーバーとなり、敏晃もリタイアしたことで本性を表してフジケンを始末しようとする。当初は手に入れた機関銃で彼を圧倒するもフジケンによってダイナマイトで爆殺されたに思われたが、実は生きており彼を殺害した。しかしその直後にリタイアしたはずの敏晃が現れ、「Aコース」の真実を聞かされた後に殺害されてゲームオーバーとなった。
飯田訓仁（いいだ のりひと）
フジケン達の同級生で眼鏡に小太りの男。ゲーマーを自称し、フジケン達と共に「バーチャ」の「Aコース」に参加していく。父親が大手飲食店企業の社長らしく、所謂金持ちのボンボンで甘やかされて育てられており、傲慢な性格だが苦手な怜の前では萎縮してしまうこともある。そのため友達らしい友達はおらず、財布として自身を連れ回すフジケン達とは妙な関係性ができており、彼らには煩わしさと嬉しさを感じている。
ゲームではゲーマーとしてのプライドから勝手に仕切るなどしていたが、フジケン達からはあまり相手にされていなかった。しかし、油断していたところを骸骨侍に襲われ、最初のゲームオーバーとなった。
ゲームセンターの店員（仮称）
フジケン達に「バーチャ」の案内及び説明をした店員。真面目な雰囲気と描写されているが重要なルールの説明を忘れていたなどしていたため、敏晃からは「いい加減な奴」と言われていた。

## Aコース
新アトラクションゲーム「バーチャワールド」に内蔵されているA〜Eの5つのコースのうちの1つ。舞台は産婦人科の病院で時代設定はフジケン達が産まれた年。参加費は1人5000円。
実際に起きた火災事件を消防隊の証言に基づいて忠実に再現しており、世界観と登場人物達は敏晃に深く関係していることが判明した。

### ルール及びシステム
- 難易度は「イージー」「ノーマル」「ハード」の3段階が存在し、「イージー」以外では敵が登場する。
- 舞台である病院が全焼する前に脱出できればクリア。
- 脱出するには病院内の1〜9のスイッチを順番に押していく必要があり、全てのスイッチを押すと鍵を使って脱出できる。
- 病院が全焼するもしくは敵に殺されるとゲームオーバーとなる。
- ゲームの途中でリタイアすることもできる。
- リタイアした場合に限り、追加で5000円を払えばコンティニューで復活できる(理由はどうあれ死んだ場合は復活できない)。

### Aコース内の登場人物
アキラ
病院内にいた幼い子供。本人によると産まれたばかりの弟を見るために病院に訪れており、その際に火災に巻き込まれてしまった模様。口数が少なく、右腕には大きな火傷の痕がある。
正体は敏晃の兄である彰の幼少時の姿。
赤ん坊（仮称）
アキラの弟で新生児。病院が火災になってしまい、アキラと母親と思われる女性と共に取り残されていた。
正体は産まれたばかりの敏晃の姿。
若い女性（仮称）
病院内にいた女性。アキラ及び赤ん坊の母親と思われ、炎に耐えきれず憲希の制止を振り切って投身自殺をしてしまう。
正体はアキラと敏晃の母親。敏晃自身は父と兄から病死したと聞かされていた。
骸骨侍（仮称）
病院内を彷徨く敵キャラクター。名前の通り甲冑に身を包んだ骸骨で2m近い巨体と大刀を持ち歩き、フジケン達を見つけると襲いかかってくる。銃弾を受けると怯みはするもののダメージは殆ど負わないなど身体も頑丈。
当然ながら「Aコース」内では唯一の架空の存在。